# Andrée Henry-Lucq
Pour les articles homonymes, voir Henry et Lucq.
Andrée Henry-Lucq, née le 12 décembre 1931 à Château-Thierry et morte le 30 septembre 2015 à Soissons, est une joueuse française de basket-ball.

## Biographie
Andrée Henry-Lucq évolue au CS Château-Thierry de 1948 à 1955, puis à l'Amiens SC et au FR Cuffies.

## Palmarès

### Club
- Championne de France en 1950, 1951 et 1952

### Sélection nationale
Championnat du monde
- Médaille de bronze du Championnat du monde 1953 au Chili

Championnat d'Europe
- 4e du Championnat d'Europe 1950 en Hongrie
- 7e du Championnat d'Europe 1952 en URSS
- 7e du Championnat d'Europe 1956 en Tchécoslovaquie

Autres
- Début en Équipe de France le 14 mai 1950 à Budapest contre l'Équipe de Hongrie
- Dernière sélection le 3 novembre 1956 à Clermont-Ferrand contre l'Équipe de Belgique[2]